# Iproklozyd
Iproklozyd – organiczny związek chemiczny, nieselektywny, nieodwracalny inhibitor monoaminooksydazy (MAOI) z grupy hydrazyd stosowany w przeszłości jako lek przeciwdepresyjny.
Wycofany ze względu na potwierdzone przypadki ostrej niewydolności wątroby w wyniku jego stosowania.